# Geschlossene Spiele
Die Geschlossenen Spiele sind eine Gruppe von Eröffnungen im Schachspiel. Zu dieser Gruppe zählen sämtliche Eröffnungen, die nicht mit 1. e2–e4 beginnen. Ihr Name leitet sich daraus ab, dass Linienöffnungen meistens seltener und später als bei offenen Spielen und halboffenen Spielen auftreten. In den ECO-Codes sind die geschlossenen Spiele unter den Schlüsseln A00 bis A99 und D00 bis E99 klassifiziert. Die mit Abstand am häufigsten gespielten Eröffnungen dieser Gruppe beginnen mit dem Zug 1. d2–d4.

## Hintergrund
Die geschlossenen Spiele bilden unter den Schacheröffnungen die größte der drei Gruppen. Angefangen mit dem Zug 1. d2–d4 haben sich mit den Geschlossenen Spielen eine große Anzahl an Eröffnungen gebildet, die sich teilweise fernab der „ausgetretenen“ Pfade der Offenen Spiele bewegen. Populär geworden sind die Geschlossenen Spiele erst Ende des 19. Jahrhunderts. Die Entstehung dieser aus damaliger Sicht teilweise recht ungewöhnlichen Eröffnungen ist in erster Linie den damals sehr mutigen anziehenden Spielern zu verdanken.
Die feinere Unterscheidung zwischen „Geschlossenen Spielen“ (nur 1. d2–d4 d7–d5) und „Halbgeschlossenen Spielen“ (andere Antworten auf  1. d2–d4), die in der englischen Schachliteratur verbreitet ist, hat sich im Deutschen nicht durchgesetzt.

## Eröffnungen
|   | a | b | c | d | e | f | g | h |   |
| 8 |   |   |   |   |   |   |   |   | 8 |
| 7 |   |   |   |   |   |   |   |   | 7 |
| 6 |   |   |   |   |   |   |   |   | 6 |
| 5 |   |   |   |   |   |   |   |   | 5 |
| 4 |   |   |   |   |   |   |   |   | 4 |
| 3 |   |   |   |   |   |   |   |   | 3 |
| 2 |   |   |   |   |   |   |   |   | 2 |
| 1 |   |   |   |   |   |   |   |   | 1 |
|   | a | b | c | d | e | f | g | h |   |

Das Damengambit (1. d2–d4 d7–d5 2. c2–c4)
|   | a | b | c | d | e | f | g | h |   |
| 8 |   |   |   |   |   |   |   |   | 8 |
| 7 |   |   |   |   |   |   |   |   | 7 |
| 6 |   |   |   |   |   |   |   |   | 6 |
| 5 |   |   |   |   |   |   |   |   | 5 |
| 4 |   |   |   |   |   |   |   |   | 4 |
| 3 |   |   |   |   |   |   |   |   | 3 |
| 2 |   |   |   |   |   |   |   |   | 2 |
| 1 |   |   |   |   |   |   |   |   | 1 |
|   | a | b | c | d | e | f | g | h |   |

Die indische Verteidigung (1. d2–d4 Sg8–f6 2. c2–c4)
- 1. d2–d4 Dieser Zug wird in nicht ganz der Hälfte aller Spiele angewandt und ist damit gleichauf mit 1. e2–e4. Beide besetzen einen Teil des Zentrums, was als günstig gilt. Als besonders vorteilhaft gilt es, mit Bauern die Felder d4 und e4 gleichzeitig zu besetzen. Die wichtigsten Antworten von Schwarz verhindern daher 2. e2–e4. Ein wichtiger Vorteil von 1. d2–d4 gegenüber 1. e2–e4 ist, dass der Bauer d4 durch die Dame auf d1 verteidigt ist und Gegenangriffe des Schwarzen auf d4 deshalb schwächer sind als Gegenangriffe auf den Bauern e4 (nach 1. e2–e4). In den meisten Varianten spielt Weiß 2. c2–c4, was den Einfluss auf das wichtige Zentrumsfeld d5 erhöht und der Dame die Diagonale d1–a4 öffnet. Falls Schwarz seinen d-Bauern bewegt, sind Taktiken möglich, die den Zug Dd1–a4+ enthalten. Wenn Schwarz den Läufer c8 frühzeitig zieht, ist Dd1–b3 mit Angriff auf den dann unverteidigten Bauern b7 oft eine gute Antwort.
  - 1. … d7–d5. Verhindert 2. e2–e4.
    - 2. c2–c4 Damengambit: Eine der beliebtesten Fortsetzungen mit zahlreichen Varianten. Schwarz kann zwar den ungedeckten Bauern c4 schlagen, gibt aber damit das Zentrum auf und Weiß kann den Bauern auch zurückerobern. Es handelt sich trotz des Namens um kein echtes Gambit (Bauernopfer).
    - 2. Sg1–f3 Sg8–f6 3. c2–c4 zählt ebenfalls zum Damengambit
    - Alle anderen Züge werden zu den Damenbauernspielen gezählt.

  - 1. … Sg8–f6 Der Springer überdeckt das Feld e4 und verhindert ebenfalls 2. e2–e4.
    - 2. c2–c4 führt zu den ebenfalls sehr beliebten Indischen Verteidigungen.
    - 2. Lc1–g5 Trompowsky-Eröffnung
    - 2. Sb1–c3 d7–d5 3. Lc1–g5  Weressow-Eröffnung

  - 1. … c7–c5 2. d4–d5 Alt-Benoni-Verteidigung
  - 1. … e7–e5 Englund-Gambit
  - 1. … Sb8–c6 Bogoljubow-Verteidigung
  - 1. … f7–f5 Holländische Verteidigung
  - 1. … e7–e6 ist ein sehr flexibler Zug und kann durch Zugumstellung zu vielen Eröffnungen führen. 2. e2–e4 beispielsweise führt zur Französischen Verteidigung (Normalerweise über 1. e2–e4 erreicht). 2. c2–c4 führt nach 2. … d7–d5 zum Damengambit und nach 2. … Sg8–f6 zu den indischen Verteidigungen. Eigenständige Bedeutung hat 2. c2–c4 Lf8–b4+, die Känguru-Verteidigung
- 1. f2–f4 Bird-Eröffnung
- 1. c2–c4 Englische Eröffnung
- 1. Sg1–f3 d7–d5 2. c2–c4 Réti-Eröffnung
- Hippopotamus-Eröffnung: Ist durch einen bestimmten schwarzen Aufbau charakterisiert
- Königsindischer Angriff Ist durch folgenden Aufbau von Weiß charakterisiert: Sf3/g3/Lg2/d3/0-0
- Weniger populäre weiße Eröffnungen werden als „Unregelmäßige Eröffnungen“ klassifiziert. Eine gewisse Bedeutung hat das Larsen-System (1. b2–b3).